# Коук (окръг)
Окръг Коук (на английски: Coke County) е окръг в щата Тексас, Съединени американски щати. Площта му е 2404 km², а населението - 3864 души (2000). Административен център е град Робърт Лий.